# Oraàs
Oraàs é uma comuna francesa na região administrativa da Nova Aquitânia, no departamento dos Pirenéus Atlânticos. Estende-se por uma área de 10,59 km². Em 2010 a comuna tinha 182 habitantes (densidade: 17,2 hab./km²).